# ウィルソン・コンバット EDC X9
EDC X9は、アメリカ合衆国のウィルソン・コンバット社が開発した自動式拳銃である。設計はコルト社のM1911自動式拳銃に影響を受けているが、派生型というにはオリジナリティが高い。名称のEDCは「エブリデイ・キャリー」、X9は「エクストリームキャパシティ・9mm」に因む。

## 概要
ウィルソン・コンバット社は、元々M1911の高級カスタムモデルを製造してきたメーカーである。X9は同社で初めてとなる自社デザインの拳銃であり、M1911から影響を受けているものの、9x19mmパラベラム弾のダブルカラム弾倉を使用し、独自設計のアルミニウム合金製フレームを採用したほか、現代の技術にあわせた多くの改良がなされている。また、ブローニングBDMとアストラA70拳銃からも影響を受けたとされる。X9は2017年3月に公表され、価格は同口径・同装弾数のグロック19と比べて約4.5倍という高価格設定であった。
作動方式はM1911と同じシングルアクションのショートリコイル方式で、装弾数は15+1発である。マニュアルセフティやマガジンキャッチ、スライドストップなどの操作系パーツの位置はM1911と概ね同一だが、グリップセフティは装備されていない。トリガーの引きしろやグリップ後部のバックストラップのサイズは調整可能で、注文時に射手の手の大きさに合わせて選択できる。
2024年4月には、グリップパネルの保持方法などが改良された「EDC X9 2.0」にモデルチェンジされた。また、2022年8月にはグリップパネルを持たない薄型のアルミフレームで構成された「SFT9」という別モデルも登場している。

## 派生型
- EDC X9L

5インチ銃身を備えたモデル。
- EDC X9S

2020年に登場した、3.25インチ銃身を備えたサブコンパクトモデル。標準の装弾数は10発。